# Сорокіна Людмила Йосипівна
Людмила Йосипівна Сорокіна (1908, Рєжицький (Резекненський) повіт Вітебської губернії, тепер Латвія — ?) — латиська радянський діячка, вчителька Карклінської початкової школи Стабулнієкської сільської ради Вілянського району Латвійської РСР. Депутат Верховної ради СРСР 3-го скликання.

## Життєпис
Народилася в бідній селянській родині, рано втратила батька. Навчалася в гімназії міста Резекне (Латвія). Одночасно вимушена була працювати на місцевих купців та адвокатів, щоб заробити кошти на оплату навчання. 
Після закінчення в 1930 році педагогічних курсів два роки працювала позаштатною вчителькою в сільських школах, була безробітною.
З 1932 року — вчителька чотирикласної Карклінської початкової сільської школи волості Стабулнієке. Під час німецько-радянської війни зазнавала переслідувань з боку німецьких окупаційних властей.
З 1944 року — вчителька Карклінської початкової школи Стабулнієкської сільської ради Вілянського району Латвійської РСР.
Член ВКП(б).
Була членом колгоспу імені Кірова Стабулнієкської сільської ради, очолювала місцеву школу політичної грамотності та курси ліквідації неписемності серед дорослих. Також керувала піонерським та драматичним гуртками Карклінської початкової школи.
Подальша доля невідома.